# Simona Gherman
Pour les articles homonymes, voir Gherman.
Simona Gherman, née Simona Alexandru le 12 avril 1985 à Bucarest, est une escrimeuse roumaine pratiquant l'épée. Elle est double championne d'Europe en 2012 et 2016 et médaillée de bronze européenne en 2014. Par équipes, elle est double championne du monde en 2010 et 2011 et quintuple championne d'Europe en 2008, 2009, 2011, 2014 et 2015. Elle met un terme à sa carrière en 2016 sur une ultime apothéose, en devenant championne olympique par équipes. Tout comme elle, ses coéquipières Simona Pop et Loredana Dinu quittèrent l'escrime au terme des Jeux, laissant leur leader Ana Maria Popescu en tête d'une équipe renouvelée et mettant de fait fin à l'âge d'or de l'épée par équipes roumaine.

## Palmarès
- Jeux olympiques
  -  Médaille d'or par équipes aux Jeux olympiques de 2016 à Rio de Janeiro
- Championnats du monde d'escrime
  -  Médaille d'or par équipes aux championnats du monde d'escrime 2011 à Catane
  -  Médaille d'or par équipes aux championnats du monde d'escrime 2010 à Paris
  -  Médaille d'argent par équipes aux championnats du monde d'escrime 2015 à Moscou
- Championnats d'Europe d'escrime
  -  Médaille d'or individuelle aux championnats d'Europe d'escrime 2016 à Toruń
  -  Médaille d'or par équipes aux championnats d'Europe d'escrime 2015 à Montreux
  -  Médaille d'or par équipes aux championnats d'Europe d'escrime 2014 à Strasbourg
  -  Médaille d'or individuelle aux championnats d'Europe d'escrime 2012 à Legnano
  -  Médaille d'or par équipes aux championnats d'Europe d'escrime 2011 à Sheffield
  -  Médaille d'or par équipes aux championnats d'Europe d'escrime 2009 à Plovdiv
  -  Médaille d'or par équipes aux championnats d'Europe d'escrime 2008 à Kiev
  -  Médaille d'argent par équipes aux championnats d'Europe d'escrime 2012 à Legnano
  -  Médaille de bronze individuelle aux championnats d'Europe d'escrime 2014 à Strasbourg